# Marjoe
Marjoe ist ein US-amerikanischer Dokumentarfilm des Regisseurs Howard Smith aus dem Jahr 1972, der 1973 den Oscar für den besten Dokumentarfilm erhielt. Der Film dokumentiert das einträgliche Geschäft des Erweckungspredigers Marjoe Gortner.

## Inhalt
Marjoe behandelt die Karriere des christlichen Kinderpredigers Hugh Marjoe Ross Gortner, der besonders in den Südstaaten der USA erfolgreich war. Seine Eltern verdienten mit seinen Auftritten als Prediger ein Vermögen. Die Eltern brachten ihm bereits früh Körpersprachentricks bei, mit denen er seine Predigten unterstützte. Als Erwachsener stellte Gortner diese Karriere und das Geschäft mit dem Glauben infrage und beschloss, eine Abschiedstournee zu machen. Auf der Bühne predigte, sang und tanzte er, während er hinter der Bühne mit dem Dokumentarfilmteam Klartext sprach. Er offenbarte seine Taktiken, wie er das oft ekstatische Publikum manipulierte. Zu bestimmten Techniken gehörte auch, dass er, angeblich unter dem Einfluss höherer Mächte, unsinniges Zeug brabbelte (siehe Zungenrede). Marjoe wird gezeigt, wie er Gläubige segnet und er spricht davon, wie Gott zu ihm als Vierjähriger gesprochen und dass er miterlebt habe, wie eine Frau von Krebs geheilt worden sei.

## Veröffentlichung
Bei der Veröffentlichung erhielt der Film eine große Aufmerksamkeit. In den Südstaaten wurde er jedoch nicht gezeigt, da man sich vor Gewalttätigkeiten im sogenannten Bible Belt fürchtete.

## Wiederentdeckung der Negative
Der Film wurde zwar auf VHS veröffentlicht, geriet jedoch in Vergessenheit. 2002 wurden seine Negative in New York City wiederentdeckt. Nachdem man sich die Rechte gesichert hatte, wurde der Film restauriert und von der Academy of Motion Picture Arts and Sciences gezeigt.
Am 15. November 2005 wurde der Film in New York City vom IFC Center gezeigt. Das Motto der gezeigten Dokumentationen hieß: „Stranger Than Fiction“.

## Auszeichnung
- 1973: Oscar für den besten Dokumentarfilm.
- 1972 Kansas City Film Critics Circle Award für den besten Dokumentarfilm.
- 1973 Nominiert für den Golden Globe  für den besten Dokumentarfilm.